# Straszewo
Straszewo es un pueblo polaco perteneciente al voivodato de Cuyavia y Pomerania, en la comarca de Aleksandrów Kujawski dentro del municipio de Koneck. Straszewo es un pueblo situado en el centro-norte de Polonia. Se encuentra 10 km al sur de Aleksandrów Kujawski y 28 km de Toruń. La primera información escrita sobre el pueblo viene de Straszewo año 1250.
Tiene una población de 430 habitantes (2004)

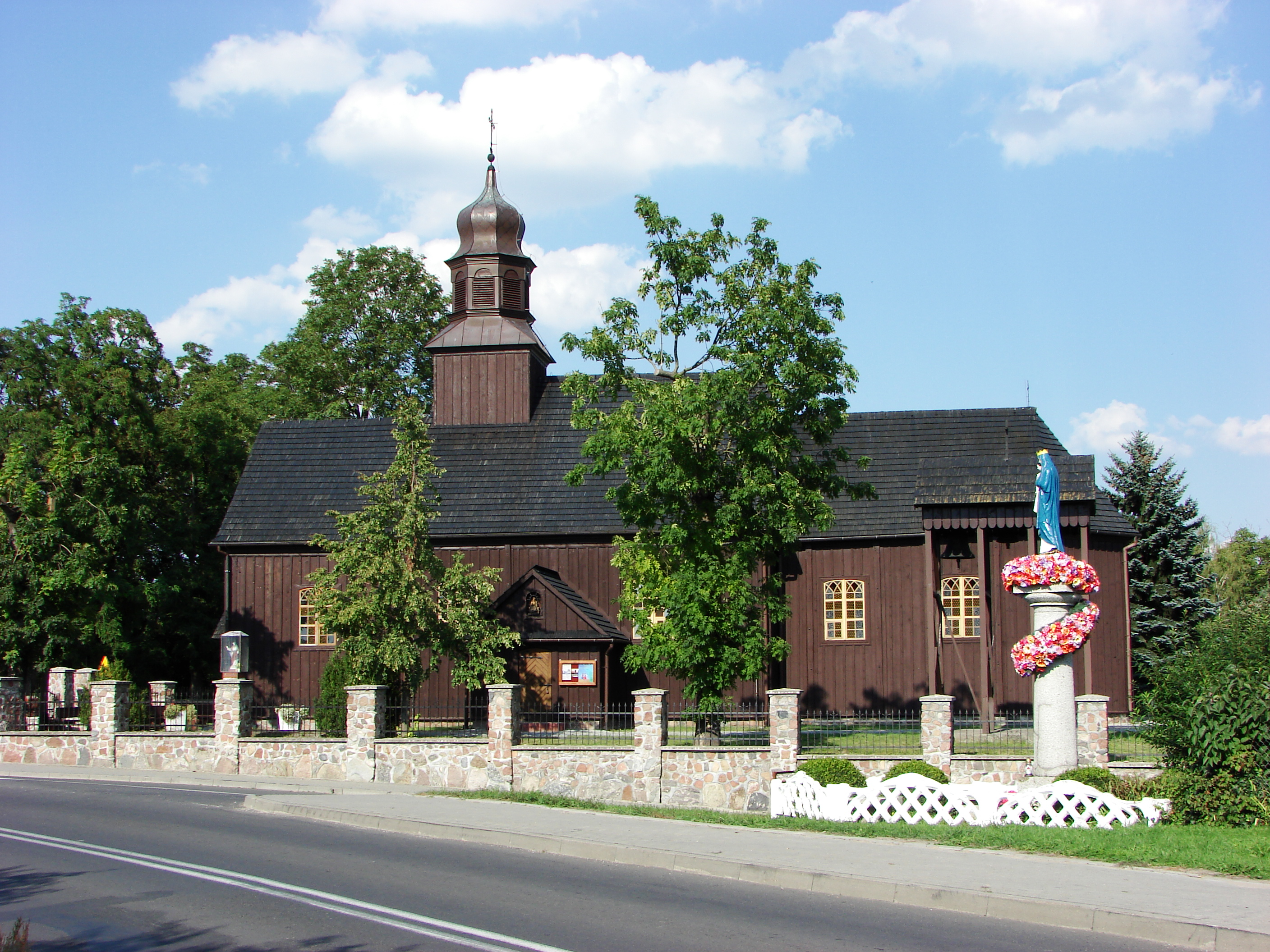
Straszewo - antigua iglesia.